# Rue de Grenelle
Rue de Grenelle è una via di Parigi situata tra il VI e il VII arrondissement. Lunga 2250 m attraversa i quartieri di Saint-Germain-des-Prés, Saint-Thomas-d'Aquin, Invalides e Gros-Caillou. 
Il nome deriva da quello dell'antico comune di Grenelle, incorporato nella città di Parigi nel 1860.
Al civico 61 vi si trova il Musée Maillol dedicato allo scultore Aristide Maillol mentre al civico 73 vi si trova l'Hôtel de Galliffet, sede dell'Istituto Italiano di Cultura di Parigi. In Rue de Grenelle si trovano inoltre il Musée de l'Armée, la sede dell'Institut géographique national, l'abbazia di Penthemont, in alcuni edifici storici si trovano sedi di ministeri.
Per quanto riguarda le citazioni in letteratura, Honoré de Balzac vi fa risiedere alcuni personaggi de La commedia umana. Al numero 7 della via è inoltre ambientato il romanzo di Muriel Barbery L'eleganza del riccio.